# Lucas (Film)
Lucas ist eine US-amerikanische Tragikomödie des Regisseurs David Seltzer aus dem Jahr 1986. Seltzer schrieb auch das Drehbuch. Corey Haim, Kerri Green, Charlie Sheen und Courtney Thorne-Smith spielen die Hauptrollen. Winona Ryder und Jeremy Piven hatten in Lucas ihr Leinwanddebüt.
Der Film hatte ein Budget von 6 Millionen US-Dollar und spielte 8,2 Millionen wieder ein.

## Handlung
Lucas Bly ist ein intelligenter 14-jähriger Gymnasiast. Er lernt Maggie kennen, ein attraktives älteres Mädchen, das gerade in die Stadt gezogen ist. Nach dem Treffen von Lucas auf einem seiner entomologischen Spiele freundet sich Maggie mit ihm an und verbringt Zeit mit ihm während des restlichen Sommers, bis die Schule beginnt.
Lucas, der ein häufiges Opfer von Mobbing und Streichen ist, hat einen Beschützer, Cappie Roew, ein älterer Schüler und Footballspieler. Cappie war einst einer von Lucas Peinigern, bis Cappie Hepatitis bekam und Lucas, aus Gründen, die niemand jemals erfuhr, ihm immer seine Hausaufgaben jeden Tag brachte, um sicherzustellen, dass Cappie nicht versagt und ein Jahr der Schule wiederholen müsse.
Maggie wird zum Cheerleader der Footballmannschaft, um Cappie näher zu kommen, in den sie verliebt ist. Lucas ist über Maggie verärgert und beleidigt, da sie ihn weiterhin ignoriert. Er fängt an, Maggie zu erzählen, ihr Cheerleading sei „oberflächlich“ und er macht die falsche Annahme, sie sei seine Partnerin für einen bevorstehenden Schulball. Maggie widerspricht ihm dahingehend.
In der Nacht des Balls wird Cappie von seiner Freundin Alise verlassen, die seine Anziehungskraft auf Maggie bemerkt hat. Ein deprimierter Cappie taucht bei Maggie auf, wo eine Art Party stattfindet. Die Gruppe beschließt, Pizza holen zu gehen. Lucas verlässt die Party. Mittlerweile sind Cappie und Maggie allein zu einem Pizzarestaurant gefahren. Lucas fährt zufällig vorbei und sieht ihren ersten Kuss.
Lucas ist verzweifelt und schließt sich sogar der Footballmannschaft an, für die er eigentlich zu klein ist. Dort wird er wieder gehänselt. Als Maggie ihm sagt, dass sie seine Freundschaft will, versucht er sie zu küssen, was sie verweigert.
Lucas ist am Boden zerstört. Kurz darauf erleidet er eine ernsthafte Verletzung beim Football. Er wird von Maggie besucht und beide versichern sich, eine platonische Freundschaft zu pflegen. Als er aus dem Krankenhaus entlassen wird, zollen ihm seine beiden Peiniger, Bruno und Spike, Respekt und schenken ihm eine Jacke.

## Produktion
Die Szenen in der Schule wurden an der Glenbard West High School in Glen Ellyn, Illinois und Arlington High School in Arlington Heights, Illinois gedreht.

## Rezeption
Kritiken für Lucas waren mehrheitlich positiv. Rotten Tomatoes wertet 73 % der Kritiken als positiv. Roger Ebert gab dem Film 4 von vier Sternen. Ebert setzte den Film später auf seine Liste der besten zehn Filme des Jahres 1986.

## Auszeichnungen
Corey Haim und Kerri Green wurden für einen Young Artist Award 1987 nominiert. Der Film wurde für den gleichen Preis in der Kategorie Bester Film für Familienunterhaltung (Drama) nominiert. Entertainment Weekly setzte den Film auf Platz 16 der 50 besten High-School-Spielfilme.

## Vorwürfe
In Corey Feldmans Biographie Coreyography (2013) beschrieb er nach der Erzählung seines Freundes, wie Corey Haim von einem erwachsenen Mann am Filmset sexuell missbraucht wurde. Der Täter sei eine der erfolgreichsten Persönlichkeiten der Filmindustrie.